# Klara Wendel
Klara Wendel (ur. 1 marca 1804 w Hergiswil, zm. 29 października 1884 w klasztorze św. Urbana, gmina Pfaffnau) – szwajcarska bezdomna, która w okresie handlu międzykantonalnego w latach 1824–1827 nazywana była „królową rozbójników”.

## Proces
Zajmowała się handlem piwnicznym. Jej proces o oszustwa jest uważany za jeden z najbardziej sensacyjnych w okresie restauracji w Szwajcarii. Rozpoczął się od aresztowania Klary Wendel w Einsiedeln w czerwcu 1824 roku. Podczas licznych przesłuchań opracowała strukturę fabularną przypominająca baśń z Księgi tysiąca i jednej nocy. Śledczy zeznania jej i jej współpracowników wymuszali torturami. Oficjalnie uznano ją za winną 20 morderstw, 14 podpaleń i 1588 kradzieży, co skutkowało skazaniem jej na 12 lat więzienia. Po odbyciu kary miała pozostać w kraju pod nadzorem lub opuścić kraj.